# Valdegeña
Valdegeña est une commune espagnole de la province de Soria en Castille-et-León.
Valdegeña est la patrie de l’écrivain et conteur Avelino Hernández Lucas, qui l’a souvent évoquée dans ses ouvrages, notamment ceux traitant de l’enfance, Silvestrito et Una vez había un pueblo.